# Ait Amira
Ait Amira  (in arabo أيت عميرة‎?) è un centro abitato e comune rurale del Marocco situato nella provincia di Chtouka-Aït Baha, regione di Souss-Massa. Conta una popolazione di 76 646 abitanti (censimento 2014).